# Josip Stojčević
Josip Stojčević (ur. 13 sierpnia 1986 w Banja Luce) – chorwacki wioślarz.

## Osiągnięcia
- Mistrzostwa Świata Juniorów – Ateny 2003 – czwórka bez sternika – 4. miejsce[1].
- Mistrzostwa Świata Juniorów – Banyoles 2004 – czwórka bez sternika – 2. miejsce[1].
- Mistrzostwa Świata U-23 – Amsterdam 2005 – czwórka bez sternika – 5. miejsce[1].
- Mistrzostwa Świata – Eton 2006 – ósemka – 15. miejsce[1].
- Mistrzostwa Świata – Monachium 2007 – czwórka bez sternika – 17. miejsce[1].
- Mistrzostwa Europy – Ateny 2008 – ósemka – 5. miejsce[1].
- Mistrzostwa Świata – Poznań 2009 – czwórka bez sternika – 12. miejsce[1].
- Mistrzostwa Europy – Brześć 2009 – ósemka – 7. miejsce[1].